# 陈邦怀
陳邦懷（1897年—1986年），字保之，男，江蘇鎮江人，中國金石學家、書法家，天津市书法家协会首任主席。

## 生平
二十世纪二十年代，曾担任近代实业家、教育家张謇先生的秘书，1921年至1922年他受张謇委托，参与了《九录》文稿的编校。同时他还受聘于南通女子师范学校，担任国文教员。在此前后他还曾执教于东台达德学校、无锡国学专修学校。早年研究甲骨文，1925年出版《殷墟書契考釋小箋》。1954年受聘為天津市文史研究馆馆员，1959年出版《甲骨文零拾》和《殷代社会史料征存》。1986年4月22日在北京逝世。